# 넬 뉴먼
엘리너 테리사 뉴먼(영어: Elinor Teresa Newman, 1959년 4월 8일 ~ )은 넬 뉴먼(Nell Newman)이라는 이름으로 알려져 있는 미국의 전직 배우이자 생물학자, 환경 운동가, 자선가이다. 배우로 활동하던 동안에는 넬 포츠(Nell Potts)라는 예명을 사용했다. 유기농 식품 및 애완동물 사료 제조 회사인 뉴먼스 오운(Newman's Own)의 설립자이기도 하다.

## 생애
뉴욕에서 폴 뉴먼과 조앤 우드워드 부부의 첫째 딸로 태어났으며 버몬트주에 위치한 퍼트니 스쿨을 졸업했다. 1968년에 개봉된 영화 《레이첼, 레이첼》에서 어린 시절의 레이첼 역할을 맡았는데 자신의 어머니였던 조앤 우드워드는 성인이 된 레이첼 역할을 맡았다. 1972년에 개봉된 폴 뉴먼 감독의 영화 《감마선은 금잔화에 어떤 영향을 끼쳤나?》에서는 주연 배우로 출연했다.
1987년부터 1993년까지 메인주에 위치한 칼리지 오브 더 애틀랜틱에서 인간 생태학을 전공했다. 특히 코네티컷주의 농촌에서 자신의 어머니와 함께 유기농 채소를 재배하면서 유기농 식품에 대한 연구에 관심을 갖게 된다. 대학교 졸업 이후에는 아버지의 인도주의 정신에 영향을 받으면서 기금 모금 기관에서 근무했다.
유기농 식품 및 애완동물 사료 제조 회사인 뉴먼스 오운을 설립하면서 막대한 수익을 올리는 한편 환경 보호 운동, 자선 사업 등에 참여했다. 2005년에 게리 어빙과 결혼한 이후에 남편과 함께 캘리포니아주에 거주했다. 2014년에는 전미 오듀본 협회에서 수여하는 환경상인 레이철 카슨상을 수상했고 2019년에는 코네티컷주 여성 명예의 전당에 이름을 올렸다.